# The Sixteenth Wife
The Sixteenth Wife er en amerikansk stumfilm fra 1917 af Charles Brabin.

## Medvirkende
- Peggy Hyland som Olette
- Marc McDermott som Kadir El Raschid
- George J. Forth som Jimmy Warburton
- Templar Saxe som Hackel